# Leo Jaime
Leonardo "Leo" Jaime (Goiânia, 23 de abril de 1960) es un actor, cantante, compositor, escritor y periodista brasileño.

## Carrera
Leo Jaime participó en la formación original del grupo de rockabilly carioca João Penca e Seus Miquinhos Amestrados, y dejó el grupo para seguir una carrera en solitario. Fue Leo Jaime quien recomendó a Cazuza a la entonces naciente banda Barão Vermelho, rechazando el puesto de vocalista.
Leo Jaime tuvo mucho éxito en la década de 1980, cuando obtuvo varios éxitos en las estaciones de radio de Brasil, además de hacer bandas sonoras para películas y telenovelas. Sus principales álbumes en solitario son Phodas "C", de 1983 y Sessão da Tarde, lanzado en 1985 (que vendió más de 160 mil copias). Lanzó Todo Amor en 1995, un trabajo de intérprete e Ïinterludio, en 2008, con temas nuevos.
Como actor, Leo Jaime actuó en la telenovela Bebê a Bordo, de 1988, como Zezinho, en las películas O Escorpião Escarlate, Rádio Pirata, Rock Estrela y As Sete Vampiras y también en el teatro, como en el musical Vitor ou Vitória, en São Paulo, junto a Marília Pêra y en el musical Era no Tempo do Rei, basado en la obra de Ruy Castro, interpretando a Dom João VI.
Como actor de doblaje, interpretó al personaje "Rage" en la animación de Disney "Fun Mind" (Inside-Out - 2015).
También escribe para televisión, periódicos y revistas. Es cronista, autor/editor de textos para programas de televisión como Domingão do Faustão  y Megatom, en Globo, y comentarista de fútbol en SBT. Sus crónicas se publicaron en los diarios O Globo y O Dia y en las revistas Desfile y Capricho.
Su último papel en la televisión fue en la telenovela Novo Mundo, interpretando nuevamente al Rey Don João VI.
En 2018, realizó una gira con su excompañero de composición Leoni, en la gira "Leoni e Leonardo", además de lanzar el sencillo "Formula do Amor II", una especie de continuación del clásico Formula de Amor, lanzado en Sessão da Tarde.
Participó en el programa Papo de Segunda, del canal GNT. Los lunes presenta el programa Papo de Almoço, transmitido por Rádio Globo.
Eventualmente colabora con el podcast Podcrastinadores, de su excompañero de trabajo Fernando Caruso.
En febrero de 2021, junto con la banda de rockabilly Old Chevy, lanzó la canción "É Verdade esse 'bilete", con letra de Bruno Gouveia de Biquini Cavadão.